# تيتانيك: الشرف والمجد
تيتانيك: الشرف والمجد (بالإنجليزية: Titanic: Honor and Glory)‏ هي لعبة فيديو تاريخية، تاريخ صدورها للعام القادم 2018م ، وهي متوفرة على أجهزة ويندوز وأو إس 10. اللعبة من تطوير فينتاج ديجيتال ريفيفال.

## الملخص
تدور قصة اللعبة حول روبرت أوين مورجان خريج جامعة أكسفورد الذي يبلغ من العمر 23 عاما. صعد روبرت سر ألى سفينة التايتانيك بعد اتهمه بأنه مجرم، يقوم روبرت بالبحث عن الجناة الحقيقيين في التايتانيك في محاولة لتبرئة ساحته. لدى اللاعب ساعتين و 40 دقيقة ليحل السر.

## وصلات خارجية
- الموقع الرسمي